# Herder-Gymnasium (Berlin)
Das Herder-Gymnasium ist ein Gymnasium mit mathematischer und naturwissenschaftlicher Profilierung sowie neusprachlicher Ausbildung in Berlin-Westend. Es befindet sich in der Westendallee und liegt rund fünf Fußweg-Minuten vom S-Bahnhof Heerstraße entfernt. Die Schule ist nach dem deutschen Dichter, Philosophen und Theologen Johann Gottfried Herder benannt. Das Herder-Gymnasium richtet im Rahmen eines Schulversuches zur Förderung von Hochbegabungen ab dem Schuljahr 2005/2006 eine 5. Klasse im mathematisch-naturwissenschaftlichen Profil ein. Seit dem Schuljahr 2013/2014 wird ein zweiter Profilzug ab der 5. Klasse angeboten.

## Geschichte

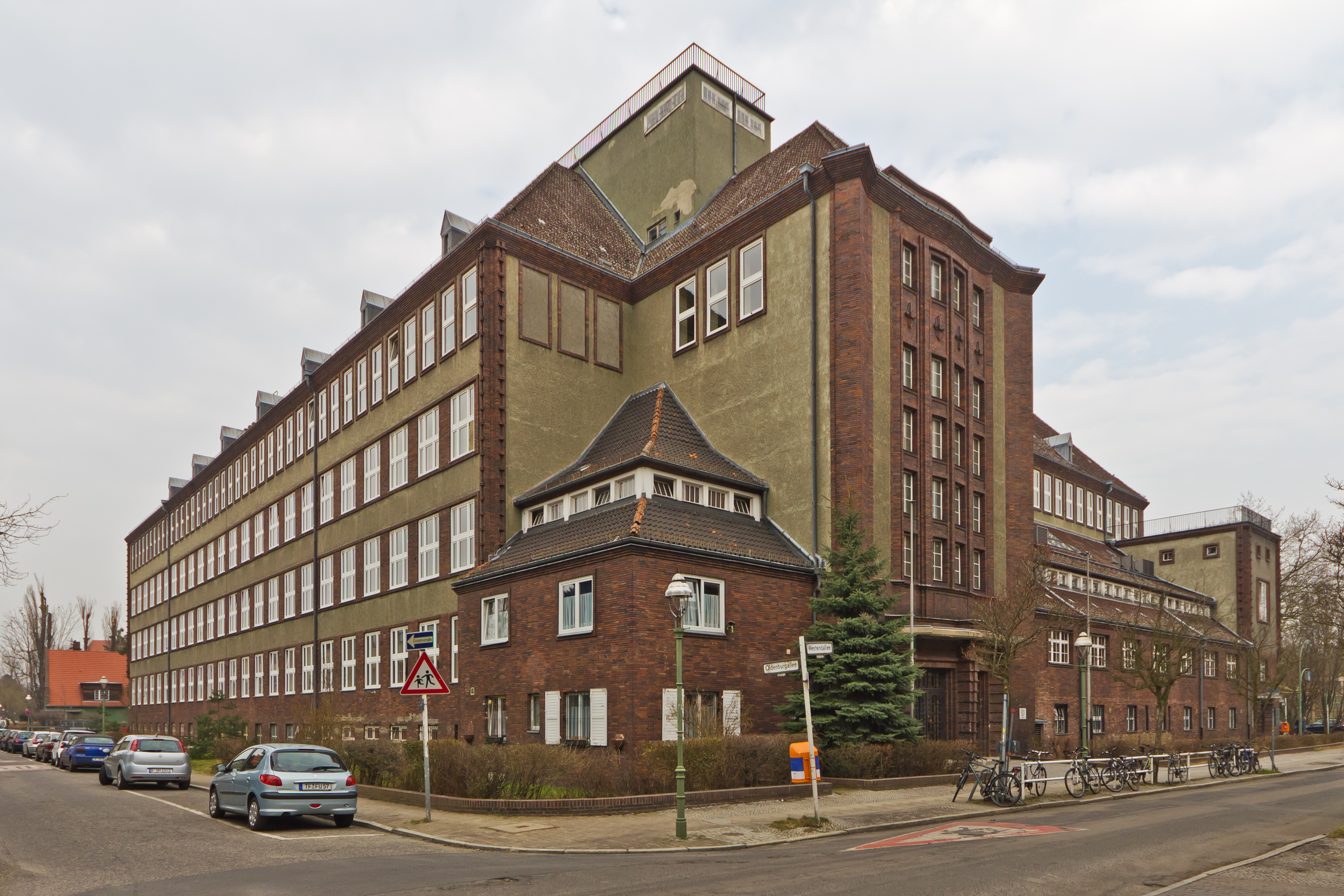
Herder-Oberschule-Ansicht Westendallee

Im Jahre 1903 wurde die Herder-Oberschule als Reform-Realgymnasium in der Guerickestraße gegründet. Sie war eine reine Jungenschule. 1909 wurde sie in ein neues Gebäude in der Bayernallee verlegt, auf das Gelände des heutigen Heinz-Berggruen-Gymnasiums. Die Bombenangriffe des Krieges überstand das Schulhaus weitgehend unbeschadet, doch brannte sie am 11. Mai 1945 aus bis heute nicht eindeutig geklärter Ursache vollständig aus. Das Gegenstück zum Herder-Gymnasium bildete die 1912 gegründete Westend-Schule, die Mädchen vorbehalten war. Dieses Gymnasium mit damals 800 Schülerinnen bestand in der Leistikowstraße und zog 1929 in die Gebäude, die die Schule heute umgeben. Während des Zweiten Weltkriegs diente die Westend-Schule als Lazarett, nach Kriegsende bis 1952 als Krankenhaus. Erst das Berliner Schulgesetz aus demselben Jahr, das gemeinsamen Unterricht für Jungen und Mädchen vorsah, veranlasste die Zusammenlegung der beiden Schulen zur Herder-Oberschule.
Seit 1958 besteht die Gesellschaft der Freunde des Herder-Gymnasiums e. V. als Förderverein für die Schule.

## Daten und Fakten
Die Schule hat im Schuljahr 2021/2022 838 Schüler. Ab der Klassenstufe 7 ist das Gymnasium vierzügig. Seit dem Schuljahr 2013/14 werden jährlich zwei profilierte fünfte Klassen, eine profilierte siebte Klasse und eine siebte Stammklasse eingeschult. Die profilierten Klassen haben eine abweichende Stundentafel. Das Herder-Gymnasium ist eine Schule besonderer pädagogischer Prägung, damit besuchen einige Schüler die Schule bereits ab der 5. Klasse statt erst ab der 7. Klasse, wie in Berlin sonst üblich. Die erste 5. Klasse wurde 2005 eingerichtet, ab dem Schuljahr 2013/14 wird dieser Zweig zweizügig betrieben.
Der Mathematikunterricht in den Profilklassen und in einem besonderen Mathe-Leistungskurs erfolgt nach einem erweiterten Rahmenlehrplan, der im Berliner Netzwerk mathematisch-naturwissenschaftlich profilierter Schulen in Zusammenarbeit mit dem Institut für Mathematik der Humboldt-Universität zu Berlin entwickelt wurde.
Mehr als 90 % der Schüler nehmen am Religionsunterricht teil, der im Herder-Gymnasium stark mit dem Pflichtfach Ethik kooperiert. In jedem Jahr finden mehrere Fahrten statt, wie der Schüleraustausch mit einer Partnerschule in Taipeh und einer in Bordeaux, Musikfahrten, Seminarfahrten und Auschwitzgedenkfahrten. Seit 2018 finden auch regelmäßig Sprachfahrten nach Valencia statt.
Seit dem Schuljahr 2013/2014 verwendet das Herder-Gymnasium den Blockstundenplan.
Seit dem Schuljahr 2016/17 bietet das Gymnasium als zweite Fremdsprache neben Französisch auch Spanisch an.
Die Schule nimmt am Berliner Programm zur vertieften Berufsorientierung (BvBO) teil und bietet ihren Schülern Unterstützung bei der Berufsorientierung und Berufswahl.
Das Objektiv ist die Schülerzeitung des Herder-Gymnasiums.

## Deutsche Schachschule
Die Schach-Arbeitsgemeinschaft der Schule gehört zu den größten und leistungsstärksten in Berlin. Für die langjährige und erfolgreiche Arbeit dieser AG wurde die Schule im Sommer 2007 als zweite Schule in Deutschland durch den Deutschen Schachbund mit dem Qualitätssiegel Deutsche Schachschule ausgezeichnet.

## Ehemalige Schüler
- Raphael Lagunow (* 2000), Schachspieler
- Johannes Schröder (* 1974), Kabarettist